# Aleksander Ginsberg
Aleksander Ginsberg (ur. 1871 w Sosnowcu, zm. 13 lipca 1911 w Warszawie) – polski konstruktor przyrządów optycznych, inżynier.
Ukończył gimnazjum w Piotrkowie Trybunalskim, studiował matematykę i fizykę w Paryżu. Po uzyskaniu dyplomu inżyniera na politechnice w Berlinie pracował jako główny konstruktor u K. Kraussa w Paryżu i u Carla Zeissa w Jenie. W roku 1899 założył (pierwszą na ziemiach polskich) Fabrykę Przyrządów Optycznych „FOS”. Wytwarzano w niej aparaty fotograficzne, cenione w całej Europie obiektywy, lunety, przyrządy geodezyjne i miernicze. Wyroby fabryki zdobywały medale na licznych wystawach, m.in. w Krakowie (1901), Warszawie (1901) i Petersburgu (1902).
Ginsberg interesował się także fotografią, pisał artykuły do czasopism fotograficznych, działał w Polskim Towarzystwie Miłośników Fotografii.